# Comité Olímpico y Paralímpico Estadounidense

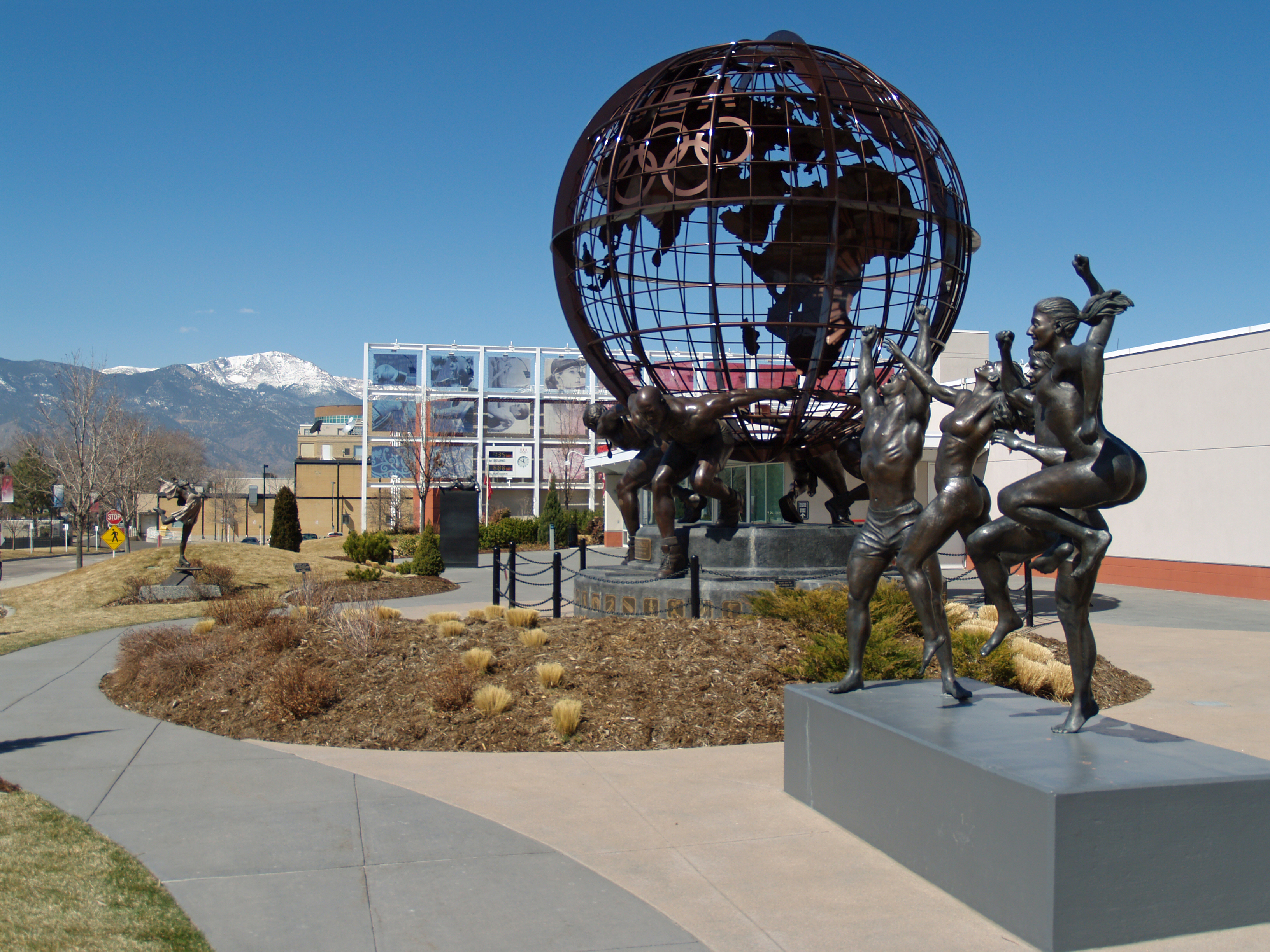
Comité Olímpico y Paralímpico Estadounidense con sede en Colorado Springs, Colorado.

El Comité Olímpico y Paralímpico Estadounidense (por sus siglas en inglés USOPC), anteriormente Comité Olímpico Estadounidense (USOC), es una organización sin fines de lucro que opera como el Comité Olímpico Nacional (NOC por sus siglas en inglés) para los Estados Unidos y coordina la relación entre la Agencia Estadounidense Antidrogas y la Agencia Mundial Antidrogas y varias organizaciones deportivas internacionales. Como una organización sin fines de lucro compite con otras organizaciones privadas caritativas para contribuciones privadas.
El USOC se convirtió en el Comité Paralímpico nacional de EE. UU. en 2001. Hoy en día, es uno de los cuatro Comités Olímpicos nacionales que también sirve como Comité Paralímpico de su país. El 20 de junio de 2019, el USOC cambió su nombre al Comité Olímpico y Paralímpico Estadounidense (en inglés: United States Olympic & Paralympic Committee), convirtiéndose en el primer NOC en el mundo en incluir la palabra "Paralímpico" en su nombre.

## Misión
Como un Compite Olímpico Nacional, el comité apoya a los atletas estadounidense en los deportes generales y los atletas olímpicos y selecciona a los atletas que participaran en los Juegos Olímpicos de verano, Juegos Olímpicos de invierno y los Juegos Panamericanos. El comité provee centros de gimnasia, fondos, y apoyo para los atletas.
La USOPC también funciona como el representante de los Estados Unidos en todas las categorías olímpicas, incluyendo la evaluación de ciudades que pueden ser nominadas para celebrar los Juegos Olímpicos.